# Internazionali di Tennis Città di Perugia 2022
Gli Internazionali di Tennis Città di Perugia 2022 sono stati un torneo maschile di tennis professionistico. È stata la 7ª edizione del torneo, facente parte della categoria Challenger 125 nell'ambito dell'ATP Challenger Tour 2022, con un montepremi di 134 920 €. Si è svolto dal 6 al 12 giugno 2022 sui campi in terra rossa del Tennis Club Perugia di Perugia, in Italia.

## Partecipanti

### Teste di serie
| Nazionalità | Giocatore               | Ranking* | Testa di serie |
| ----------- | ----------------------- | -------- | -------------- |
| Spagna      | Carlos Taberner         | 85       | 1              |
| Spagna      | Jaume Munar             | 87       | 2              |
| Argentina   | Tomás Martín Etcheverry | 88       | 3              |
| Spagna      | Roberto Carballés Baena | 89       | 4              |
| Brasile     | Thiago Monteiro         | 100      | 5              |
| Colombia    | Daniel Elahi Galán      | 106      | 6              |
| Italia      | Gianluca Mager          | 118      | 7              |
| Perù        | Juan Pablo Varillas     | 121      | 8              |

* Ranking al 23 maggio 2022.

### Altri partecipanti
I seguenti giocatori hanno ricevuto una wild card per il tabellone principale:
- Matteo Arnaldi
- Matteo Gigante
- Luca Potenza

Il seguente giocatore è entrato in tabellone come special exempt:
- Francesco Passaro

I seguenti giocatori sono entrati in tabellone come alternate:
- Borna Ćorić
- Nerman Fatić

I seguenti giocatori sono passati dalle qualificazioni:
- Maximilian Marterer
- Luciano Darderi
- Elliot Benchetrit
- Cristian Rodriguez
- Giovanni Oradini
- Giorgio Tabacco

Il seguente giocatore è entrato in tabellone come lucky loser:
- Filippo Baldi

## Campioni

### Singolare
Jaume Munar ha sconfitto in finale  Tomás Martín Etcheverry con il punteggio di 6–3, 4–6, 6–1.

### Doppio
Sadio Doumbia /  Fabien Reboul hanno sconfitto in finale  Marco Bortolotti /  Sergio Martos Gornés con il punteggio di 6–2, 6–4.